# Belknap-klass
Belknap-klass är en klass robotkryssare tillverkade för USA:s flotta på 1960-talet. Ursprungligen klassificerade som ”destroyer leaders” (DLG) men omklassades till kryssare (CG) 1975. De moderniserades på 1980-talet och togs ur tjänst på 1990-talet.

## Utveckling

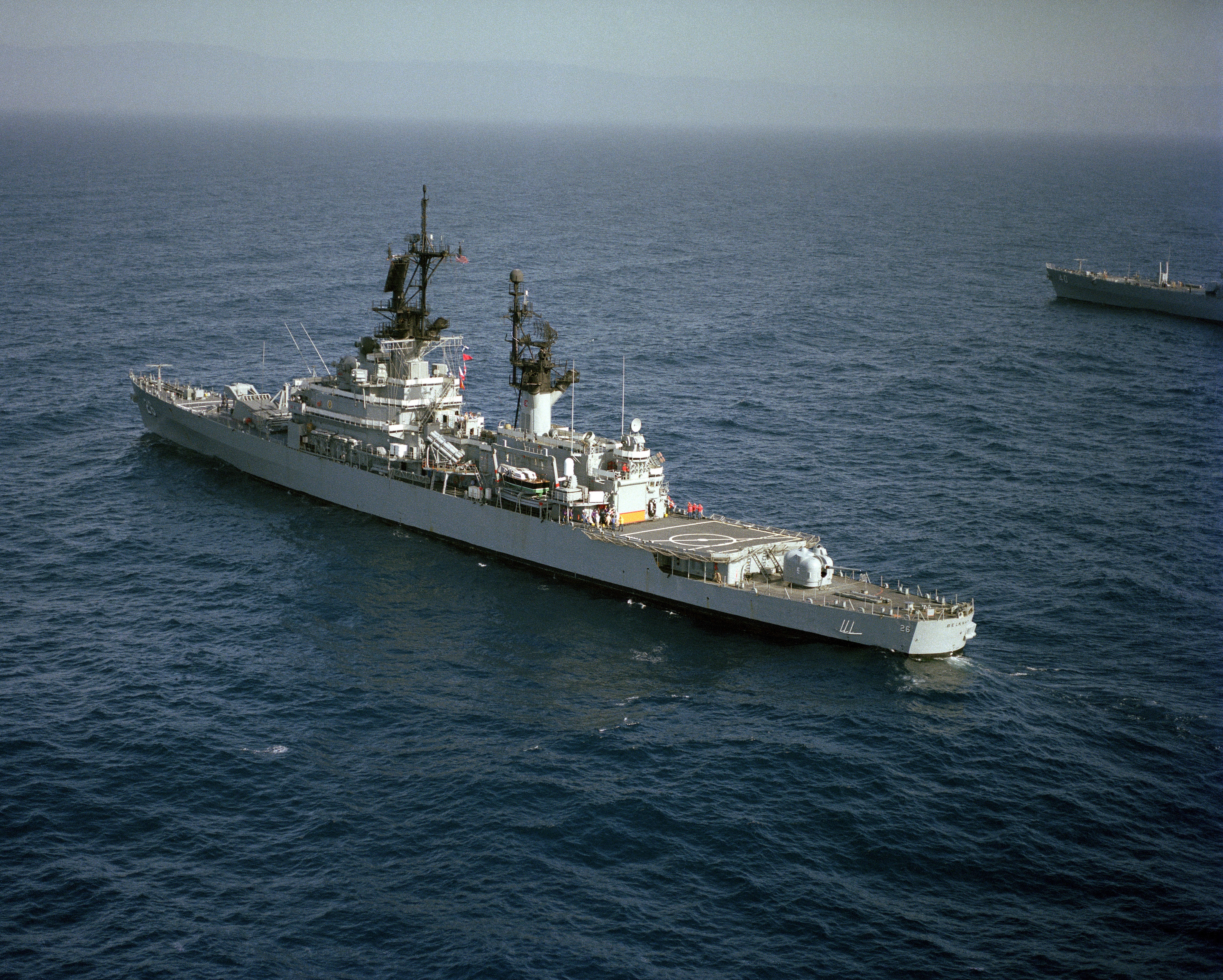
USS Belknap (CG-26)

I likhet med den föregående Leahy-klassen var Belknap-klassen konstruerade för att skydda hangarfartyg och sjöstridsgrupper från flyganfall. Leahy-klassens största nackdel var att den saknade sjöartilleri vilket gjorde den sårbar i ytstrid och inte kunde användas för beskjutning av landmål. I Belknap-klassen korrigerades detta genom att en 127 mm kanon ersatte den aktre robotlavetten och att den förliga robotlavetten i gengäld fick 50% större magasin och högre eldhastighet. En annan fördel var att den nya robotlavetten även kunde avfyra ASROC-robotar vilket gjorde att det inte längre behövdes ett separat robotsystem för ubåtsjaktrobotar.
Det sista fartyget i klassen, USS Truxtun, genomgick omfattande modifieringar redan på stapelbädden. Bland annat byttes de konventionella oljeeldade ångpannorna ut mot två stycken D2G tryckvattenreaktorer och hon blev därmed USA:s fjärde atomdrivna stridsfartyg. För att få plats med reaktorerna och tillhörande kringsystem förlängdes skrovet med fem meter. Även beväpningen ändrades så att kanonen och robotlavetten bytte plats. Robotmagasinet kunde därmed inrymmas under helikopterdäck.
Ursprungligen konstruerades Belknap-klassen med två stycken 76 mm allmålskanoner. Dessa var dock omoderna redan när fartygen byggdes och de byttes ut mot Harpoon-robotar och Phalanx-kanoner i ett moderniseringsprogram på 1980-talet. I samma moderniseringsprogram byttes även Terrier-robotarna ut mot modernare Standard-robotar och modernare radar installerades.

## Fartyg i klassen

### USSBelknap(CG-26)
Påbörjad: 5 februari 1962, Sjösatt: 20 juli 1963, Tagen i tjänst: 7 november 1964, Avrustad: 15 februari 1995, Sänkt som skjutmål 24 september 1998

Den 22 november 1975 kolliderade Belknap med hangarfartyget USS John F. Kennedy utanför Sicilien. Belknap fattade eld och branden blev så kraftig att hela överbyggnaden, som var gjord av aluminium, smälte och brann upp. Sju man dödades ombord på Belknap och en på Kennedy. Elden kunde till slut släckas tack vare hjälp från jagarna USS Claude V. Ricketts och USS Bordelon. Efter branden byggdes hon om till ledningsfartyg med kommandocentral, förbättrad kommunikationsutrustning, kontorsutrymmen och fler kojplatser i den före detta helikopterhangaren. Dessutom byggdes helikopterdäcket ut för att kunna ta emot större helikoptrar som Sikorsky SH-3 Sea King.
Efter ombyggnaden tjänstgjorde hon som flaggskepp för sjätte flottan i Medelhavet. I december 1989 inkvarterades USA:s president George H.W. Bush med entourage ombord på Belknap under Maltamötet med Michail Gorbatjov.
Belknap genomgick inte samma moderniseringsprogram som övriga fartyg i klassen. Hon avrustades 15 februari 1995 och sänktes som skjutmål 24 september 1998.

### USSJosephus Daniels(CG-27)
Påbörjad: 23 april 1962, Sjösatt: 2 december 1963, Tagen i tjänst: 8 maj 1965, Avrustad: 21 januari 1994, Skrotad i november 1999

Efter inledande tester och övningar skickades Josephus Daniels 1967 på sin första kryssning till Medelhavet där hon deltog i NATO-övningar och i maj 1968 i sökandet efter den försvunna atomubåten USS Scorpion. Sommaren och hösten 1968 patrullerade hon vattnen utanför Sydamerika och deltog i övningen UNITAS IX. Under resan besökte hon bland annat Puerto Rico, Cartagena, La Guaira, Salvador, Rio de Janeiro, Puerto Belgrano, Magellans sund, Valparaiso, Galapagosöarna och Panama. I februari 1970 avseglade hon till västra Stilla Havet för att avlösa USS Belknap utanför Vietnam. Hon återvände till Norfolk på hösten 1970. Från juni till december 1971 tjänstgjorde hon återigen i Medelhavet, den här gången som flaggskepp för 26:e jagardivisionen. Under de följande åren genomförde hon totalt sju patruller i Medelhavet. Den 5 januari 1982 kraschade en Sea King-helikopter från USS John F. Kennedy på Josephus Daniels akterdäck efter ett motorhaveri. Tack vare ett snabbt ingripande av fartygets räddningspersonal kunde alla ombord räddas. I februari 1982 besökte fartyget Somalia och inspekterades av Somalias president Siad Barre. Josephus Daniels avrustades i januari 1994 och skrotades i november 1999.

### USSWainwright(CG-28)
Påbörjad: 2 juli 1962, Sjösatt: 25 april 1965, Tagen i tjänst: 8 januari 1966, Avrustad: 15 november 1993, Sänkt som skjutmål 11 juni 2002

Under sommaren 1966 seglade Wainwright i Karibien och längst USA:s östkust för att genomföra tester och övningar, bland annat flera lyckade robotprovskjutningar. Under den här perioden fick Wainwright kontakt med en oidentifierad ubåt som hon spårade i tre dygn. I mars 1967 gick hon igenom Panamakanalen och bunkrade upp i San Diego innan hon i april avseglade mot Vietnam via Pearl Harbor, Guam och Subic Bay. Under sommaren 1967 patrullerade hon Tonkinbukten där hon med sin radar övervakade luftrummet över Nordvietnam. Efter ett kort besök i Hongkong i september övergick hon till att skydda hangarfartyg vid Yankee station. I oktober återvände Wainwright till USA via Sydney, Wellington och Tahiti. I juli 1968 var hon tillbaka i Tonkinbukten för en andra Vietnammission som varade fram till januari 1969 med undantag för två uppehåll i Japan. Första halvan av 1969 tillbringade hon med olika övningar i Atlanten och Karibien för att i augusti läggas i torrdocka för sin första översyn. I maj 1970 bevakade hon en sovjetisk stridsgrupp som besökte Cienfuegos på Kuba. I augusti avseglade hon för tredje och sista gången till Vietnam. Efter två månader av övningar utanför Japan anlände hon till Tonkinbukten i november. I februari 1971 genomförde hon en världsomsegling genom att återvända till Charleston via Djibouti, Massawa, Antsiranana, Maputo, Kapstaden, Recife och Jungfruöarna. I Massawa besöktes fartyget av Etiopiens kejsare Haile Selassie.
Efter Vietnamkrigets slut tjänstgjorde hon i Atlanten och Medelhavet. Bland annat eskorterade hon USS Guam under konceptutprovningen för Sea Control Ship. Jaktledare ombord på Wainwright kunde dirigera Guams Harrier-flygplan att möta de sovjetiska Tu-95RTs som regelmässigt spanade efter amerikanska stridsfartyg i Nordatlanten.
I april 1988 deltog Wainwright i operation Praying Mantis i Persiska viken där hon tillsammans med fregatterna USS Simpson och USS Bagley sänkte den iranska patrullbåten IS Joshan.
Wainwright avrustades 15 november 1993 och låg nästan ett decennium i malpåse innan hon sänktes som skjutmål 11 juni 2002.

### USSJouett(CG-29)
Påbörjad: 25 september 1962, Sjösatt: 30 juni 1964, Tagen i tjänst: 3 december 1966, Avrustad: 28 januari 1994, Sänkt som skjutmål 10 augusti 2007

### USSHorne(CG-30)
Påbörjad: 12 december 1962, Sjösatt: 30 oktober 1964, Tagen i tjänst: 15 april 1967, Avrustad: 4 february 1994, Sänkt som skjutmål 29 juni 2008

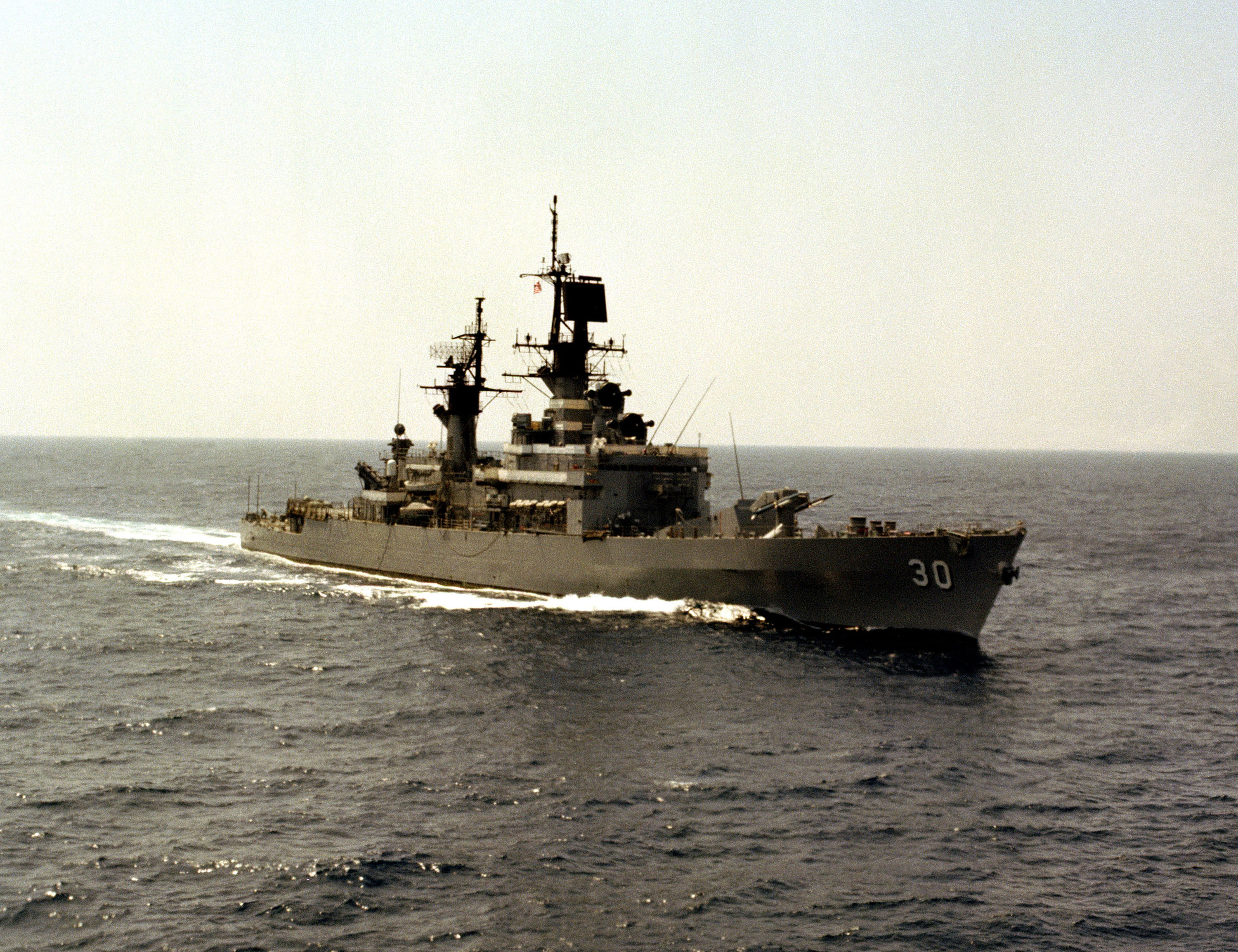
USS Horne (CG-39).

År 1968 avlöpte Horne på sin första av totalt fyra missioner till Vietnam. Hon tjänstgjorde både som hangarfartygseskort vid Yankee station och i Tonkinbukten för att övervaka Nordvietnams luftrum. Vid ett tillfälle genomförde hennes helikopter en dramatisk räddning av en nedskjuten amerikansk pilot vid den nordvietnamesiska kusten. År 1978 genomförde hon en långresa runt Stilla havet och besökte totalt femton olika länder. År 1981 var hon i Persiska viken vid upplösningen av Gisslankrisen i Iran. Under operation Desert Storm var hon återigen i Persiska viken. Som det nordligaste fartyget dirigerade jaktledare ombord på Horne över 570 flygplan. Efter kriget då Iraks flotta avslöjade var deras minfält var belägna visade det sig att Horne hade seglat rakt igenom flera av dem. Under hösten 1992 patrullerade hon Karibien i jakt på narkotikasmugglare. Sin sista kryssning genomförde hon vintern 1992–1993 utanför Somalias kust då hon deltog i Unified Task Force. Den 4 februari 1994 avrustades Horne och placerades i malpåse. När hon sänktes som skjutmål 29 juni 2008 var hon den sista fartyget i Belknap-klassen.

### USSSterett(CG-31)
Påbörjad: 25 september 1962, Sjösatt: 30 juni 1964, Tagen i tjänst: 8 april 1967, Avrustad: 24 mars 1994, Skrotad i July 2005

Sommaren 1967 kryssade Sterett längst USA:s västkust för diverse inkörningsövningar. I juni 1968 avlöpte hon för sin första kryssning till Vietnam via Pearl Harbor, Midway och Yokosuka för att den sista juli avlösa USS Horne (se ovan). I mars 1969 lämnade Sterett Vietnam för Japan. Under sina patruller i Japanska havet dirigerade hon vid flera tillfällen amerikanska jaktflygplan mot sovjetiska spaningsflygplan. I mars 1970 återvände hon till Tonkinbukten via Taiwansundet där hon undsatte ett sydkoreanskt fiskefartyg i sjönöd. Under resten av 1970 och början av 1971 tjänstgjorde hon utanför Vietnam med uppehåll för besök i Yokosuka, Hongkong och Keelung för att i juli återvända till San Diego. I januari 1971 påbörjade hon sin andra Vietmammission. Den 19 april sköt hon ner ett nordvietnamesiskt attackflygplan under sammandrabbningen utanför Đồng Hới.
Sommaren 1977 var hon i Persiska viken för övningar med Irans flotta. Detta var innan Iranska revolutionen och Shahen var en viktig allierad med USA. Hösten 1983 deltog Sterett i sökandet efter vraket av Korean Air Lines Flight 007 utanför Sachalin. År 1991 moderniserades Sterett med modernare radar, stridsledningssystem och SM-2ER-robotar bara för att avrustas tre år senare. Hon skrotades i juli 2005.

### USSWilliam H. Standley(CG-32)
Påbörjad: 29 juli 1963, Sjösatt: 19 december 1964, Tagen i tjänst: 9 juli 1966, Avrustad: 11 februari 1994, Sänkt som skjutmål 25 juni 2005

Efter inledande övningar låg William H. Standley i Boston över julen 1966 för att i januari 1967 baseras vid Guantánamobasen på Kuba som tillfälligt flaggskepp för 6:e sjöstridsflottiljen. Under perioden besökte hon San Salvador och San Juan innan hon återvände till Boston i april. Sommaren 1967 patrullerade hon Atlanten och besökte bland annat Santa Cruz på Teneriffa. Efter hemkomsten till Boston 14 juli blev hon flaggskepp för 8:e jagardivisionen. Från oktober 1967 till mars 1968 patrullerade hon i Medelhavet och besökte bland annat Palma de Mallorca, Valetta, Neapel och Soudha Bay på Kreta. Sommaren 1968 agerade hon eskort åt USS Intrepid när atomubåten USS Scorpion försvann och William H. Standley kallades in för att hjälpa till med sökandet.
I december avseglade hon för sin första patrull i Stilla Havet. Julen firades på Hawaii innan hon anlände till Subic Bay i januari. I mars blev William H. Standley omdirigerad till Korea då spänningen mellan Nord- och Sydkorea stigit efter skottväxling vid demilitariserade zonen. Konflikten kulminerade med att Nordkorea sköt ner ett amerikanskt spaningsplan över internationellt vatten i Japanska havet 15 april. I maj blev hon avlöst av kryssaren USS King och kunde gå till Hongkong för en välförtjänt vila. I juni var hon tillbaka i Tonkinbukten innan hon blev avlöst av USS Chicago och kunde återvända hem via Pearl Harbor, Galapagosöarna och Panamakanalen.
I januari 1971 påbörjade hon en andra kryssning till Vietnam via Pearl Harbor och Guam för att anlända till Subic Bay 10 februari. Under patrullen eskorterade hon USS Ranger vid Yankee station såväl som självständiga uppdrag i Tonkinbukten. På vägen hem gjorde hon en jordenruntsegling via Sattahip i Thailand, Singapore, Victoria på Seychellerna, Kapstaden, Rio de Janeiro och Puerto Rico för att nå Jacksonville 18 augusti. I januari 1972 deltog hon i landstigningsövningen Snowy Beach innan hon tog över rollen som flaggskepp över 6:e sjöstridsflottiljen i Karibien.

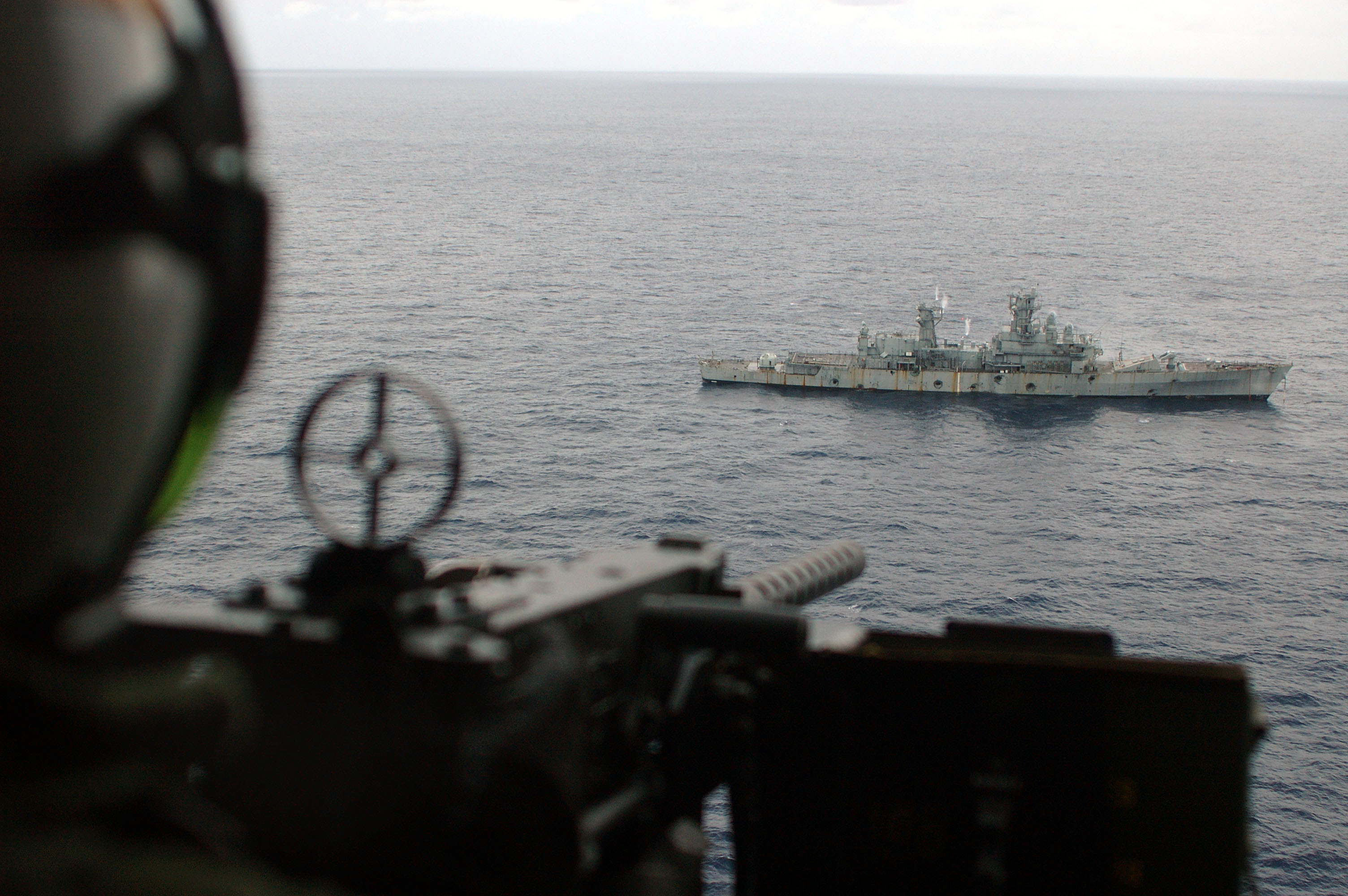
William H. Standley sänktes som skjutmål under övningen Talisman Saber 2005.

Första hälften av 1973 tillbringade hon i torrdocka för reparationer och underhåll. I juni 1973 genomförde hon en patrull i Medelhavet. Överfarten till Rota i Spanien blev dramatisk med hårt väder och fartygets helikopter kraschade i havet. Av de fyra ombordvarande lyckades man rädda tre. Väl i Medelhavet avlöste hon USS Harry E. Yarnell som flaggskepp för Stridsgrupp 60 och besökte Livorno, Cannes, Golfe-Juan, Palma de Mallorca, Aten, Korfu, Mersin, Izmir, Barcelona och Malaga. I december återvände hon till USA för julledighet i Charleston. Sommaren 1974 var hon återigen i Medelhavet och besökte Civitavecchia, Saint-Tropez och Théoule där hon deltog i 30-årsjubileet av de allierades landstigning under andra världskriget. Från juli till september patrullerade hon vattnen runt Cypern under Cypernkrisen. Under patrullen övervakade hon flera sovjetiska underrättelsefartyg och lyckades också hålla kontakten med en sovjetisk ubåt i över två dygn. Hon bogserade även fregatten USS Vreeland i hamn efter att det fartyget fått problem med ångpannorna. Hon återvände till Charleston i december. Hon genomförde ytterligare två patruller i Medelhavet 1976 och 1977.
Den 11 februari 1994 avrustades William H. Standley och sänktes slutligen som skjutmål öster om Australien 25 juni 2005 under övningen Talisman Saber. Hon bildar tillsammans med vraket av USS Elliot som sänktes samtidigt ett artificiellt rev i Korallhavet.

### USSFox(CG-33)
Påbörjad: 15 januari 1963, Sjösatt: 21 november 1964, Tagen i tjänst: 8 maj 1966, Avrustad: 15 april 1994, Skrotad 1995

Fox var den första kryssaren i Belknap-klassen som togs i tjänst i Stillahavsflottan och också den första kryssaren i klassen att tjänstgöra i Vietnamkriget. Hennes uppdrag var att patrullera Tonkinbukten och övervaka luftrummet över Nordvietnam. Den 23 oktober 1967 dirigerade hon två stycken F-4 Phantom från USS Constellation mot ett fientligt flygföretag över Hanoi. De amerikanska jaktplanen lyckades skjuta ner en MiG-21. Det var första gången under Vietnamkriget som en jaktledare ombord på ett örlogsfartyg framgångsrikt lett en nedskjutning.
Efter Vietnamkriget tjänstgjorde hon i Röda havet och Persiska viken. Under Iran–Irak-kriget eskorterade hon amerikanska tankfartyg genom det farliga Hormuzsundet. Fox avrustades i april 1994 och skrotades året därpå.

### USSBiddle(CG-34)
Påbörjad: 9 december 1963, Sjösatt: 2 juli 1965, Tagen i tjänst: 21 januari 1967, Avrustad: 30 november 1993, Skrotad i december 2000

Efter att hon tagits i tjänst genomförde Biddle en serie övningar och utvärderingar längst USA:s östkust, baserad i Boston och Norfolk. Den 22 januari 1968 avseglade hon via Panamakanalen till Subic Bay i Filippinerna dit hon anlände en månad senare. Under de följande fyra månaderna patrullerade hon utanför Vietnam med avbrott för ett besök i Yokosuka i Japan. I mitten på juli återvände hon till USA via Singapore, Maputo, Kap Verde, Lissabon och Köpenhamn och fullbordade därigenom en världsomsegling.
Vintern 1968–1969 tillbringades delvis i hamn i Norfolk och delvis till sjöss i Västindien där Biddle genomförde robotskjutövningar och testade en ny radar. Den 26 maj avseglade hon för en andra mission till Vietnam och anlände till Subic Bay 24 juni. Den första juli avlöste hon USS Chicago i Tonkinbukten. Efter ett två veckor långt uppehåll i Yokosuka anslöt sig Biddle till Stridsgrupp 77 som luftvärnseskort. Den 27 oktober avlöstes hon av USS Long Beach varefter hon seglade Hongkong för en veckas uppehåll. Andra veckan i november patrullerade hon återigen Tonkinbukten för att den 18 november påbörja resan hem via Guam, San Francisco och Panamakanalen.

### USSTruxtun(CGN-35)
Påbörjad: 17 juni 1963, Sjösatt: 19 december 1964, Tagen i tjänst: 27 maj 1967, Avrustad: 11 september 1995, Skrotad i april 1999

Truxtun skiljer sig från övriga fartyg i klassen genom att vara atomdriven. I stället för fyra oljeeldade ångpannor har hon två stycken D2G tryckvattenreaktorer. Effekten är något lägre vilket ger en toppfart på 31 knop i stället för 32. Truxtun var det minsta atomdrivna ytfartyget i USA:s flotta.

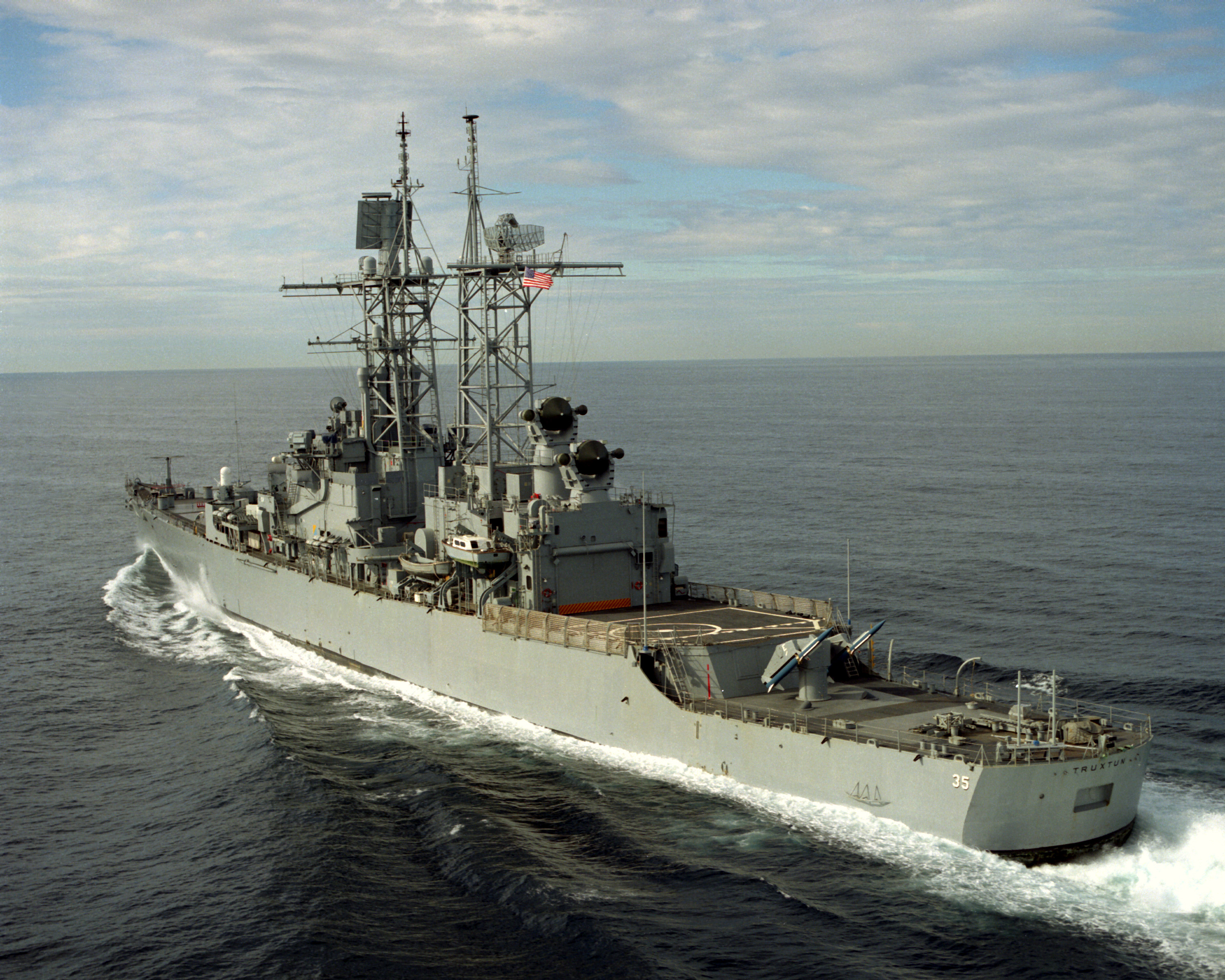
Truxtun skiljer sig tydligt från de andra fartygen i klassen genom att ha vapnen i omvänd ordning (kanonen fram och robotarna bak) samt att den saknar skorstenar.

Den 3 juni 1967 lämnade Truxtun New York för att via Yorktown, Norfolk, Guantánamo, Rio de Janeiro, Mar del Plata, Kap Horn, Valparaíso och Mazatlán anlöpa Long Beach 29 juli. Under hösten 1967 deltog hon i övningarna Bell Anchor och Blue Lotus. I januari 1968 påbörjade hon sin första patrull i västra Stilla Havet. I början av februari deltog hon i sökandet efter det amerikanska signalspaningsfartyget USS Pueblo som kapats av Koreanska Folkarméns flotta i Japanska havet. I mitten av februari vände hon söderut för att, efter ett kort uppehåll i Subic Bay, skydda de amerikanska hangarfartygen vid Yankee station. I juli återvände hon till USA för att återkomma igen i oktober för en andra patrull som slutade i mars 1970. Under återstoden av 1970 tillbringade hon i östra Stilla havet och vid USA:s västkust.
Den 2 februari 1971 avseglade hon återigen mot Vietnam via Pearl Harbor och Subic Bay. I april kallades hon norrut för att patrullera Taiwansundet. I juli återvände hon till Long Beach via Fremantle och Pago Pago. Under oktober och november 1971 utrustades hon för att operera en Seasprite-helikopter. Den 13 juli 1972 avseglade hon på sin fjärde och mest händelserika kryssning till Vietnam. Under följande fem månader red hon ut tre cykolner, räddade tre nedskjutna piloter och ledde nedskjutningen av elva vietnamesiska stridsflygplan. I januari 1973 avlöstes hon av USS Reeves och kunde återvända till Long Beach via Yokosuka och Pearl Harbor. Från september till december var hon tillbaka för sin femte och sista Vietnampatrull.
I januari 1974 påbörjades en 18 månader lång ombyggnad och modernisering som bland annat omfattade bränslebyte i reaktorerna. Efter ombyggnaden fick hon den nya beteckningen CGN-35 i stället för den tidigare DLGN-35. Den 30 juli 1976 påbörjade hon en ny patrull till västra Stilla havet och Indiska oceanen. Resan gick via Pearl Harbor, Wellington och Melbourne till Subic Bay där hon patrullerade utanför Filippinerna i en månad innan hon seglade vidare till Karachi. I november deltog hon i den multinationella övningen Midlink i Arabiska havet innan hon återvände till Subic Bay och Filippinerna för resten av året. I januari var hon återigen i Indiska oceanen tillsammans med hangarfartyget USS Enterprise och kryssaren USS Long Beach för en övning med Republiken Singapores flotta.